# Mimsy Farmer
Merle Farmer, detta Mimsy (Chicago, 28 febbraio 1945), è un'attrice, pittrice e scultrice statunitense.

## Biografia
È nata da padre statunitense e madre francese. Incomincia a lavorare nel cinema a 16 anni, esordendo in un piccolo ruolo in Gidget goes hawaiian, seguito da una parte più significativa in Quella nostra estate di Delmer Daves, con Henry Fonda. Raggiunge la notorietà interpretando More di Barbet Schroeder. Dopo aver girato alcuni film negli Stati Uniti e in Inghilterra, si trasferisce in Italia.
Lavora con diversi autori come i fratelli Taviani, Marco Ferreri, Claude Goretta. Gira alcuni film horror che le danno popolarità presso il pubblico degli appassionati del genere, divenendo nota soprattutto per le interpretazioni in thriller come 4 mosche di velluto grigio di Dario Argento e Il profumo della signora in nero di Francesco Barilli.
Gli appassionati la ricordano soprattutto come una delle icone del giallo-thriller anni settanta.

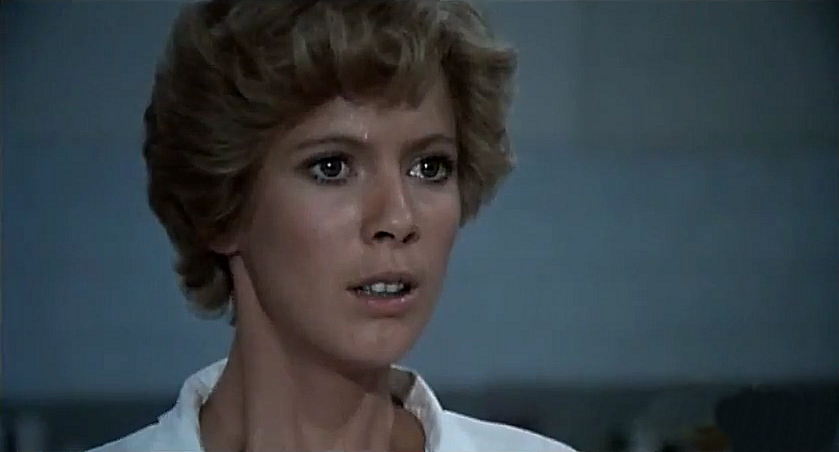
Mimsy Farmer in Macchie solari (1975)

Nei primi anni ottanta diminuiscono le sue apparizioni cinematografiche, con un ultimo ruolo degno di nota in Don Camillo di Terence Hill. Nella seconda metà degli anni ottanta si trasferisce in Francia, abbandonando quasi completamente il cinema e dedicandosi alla scultura e alla pittura. Come scultrice, ha lavorato per le scenografie di molti teatri francesi e per il cinema (Troy, Marie Antoinette, La fabbrica di cioccolato, La bussola d'oro).

## Vita privata
Dal primo matrimonio con lo scrittore Vincenzo Cerami, ha avuto una figlia Aisha Cerami, a sua volta musicista e attrice. Nel 1989 si risposa con lo scultore Francis Poirier.

## Filmografia

### Cinema
- Quella nostra estate (Spencer's Mountain), regia di Delmer Daves (1963)
- La ragazza dalla calda pelle (Riot on Sunset Strip), regia di Arthur Dreifuss (1967)
- Killico, il pilota nero (The Wild Racers), regia di Daniel Haller (1968)
- More - Di più, ancora di più (More), regia di Barbet Schroeder (1969)
- Michele Strogoff, corriere dello zar, regia di Eriprando Visconti (1970)
- Quando il sole scotta (Sur la route de Salina), regia di Georges Lautner (1970)
- 4 mosche di velluto grigio, regia di Dario Argento (1971)
- Il maestro e Margherita, regia di Aleksandar Petrović (1972)
- La vita in gioco, regia di Gianfranco Mingozzi (1972)
- Corpo d'amore, regia di Fabio Carpi (1972)
- Due contro la città (Deux Hommes dans la ville), regia di José Giovanni (1973)
- Allonsanfàn, regia di Paolo e Vittorio Taviani (1974)
- Il profumo della signora in nero, regia di Francesco Barilli (1974)
- La polizia indaga: siamo tutti sospettati (Les Suspects), regia di Michel Wyn (1974)
- La faccia violenta di New York, regia di George Darnell (1975)
- Macchie solari, regia di Armando Crispino (1975)
- Il sapore della paura (La traque), regia di Serge Leroy (1975)
- Antonio Gramsci - I giorni del carcere, regia di Lino Del Fra (1977)
- L'amante tascabile (L'amant de poche), regia di Bernard Queysanne (1978)
- Ciao maschio, regia di Marco Ferreri (1979)
- Concorde Affaire '79, regia di Ruggero Deodato (1979)
- Il treno per Istanbul, regia di Gianfranco Mingozzi (1980)
- Commando d'assalto (La légion saute sur Kolwezi), regia di Raoul Coutard (1980)
- Black Cat (Gatto nero), regia di Lucio Fulci (1981)
- La morte di Mario Ricci (La mort de Mario Ricci), regia di Claude Goretta (1982)
- La ragazza di Trieste, regia di Pasquale Festa Campanile (1982)
- Don Camillo, regia di Terence Hill (1983)
- Sensi, regia di Gabriele Lavia (1986)
- Camping del terrore, regia di Ruggero Deodato (1986)
- La ragazza dei lillà, regia di Flavio Mogherini (1986)

### Televisione
- Io e i miei tre figli (My Three Sons) – serie TV, episodio 3x10 (1962)
- Mr. Roberts (Mister Roberts) – serie TV, episodio 1x24 (1966)
- Honey West – serie TV, episodio 1x21 (1966)
- Martin Eden, regia di Giacomo Battiato – miniserie TV (1979)
- Mio figlio non sa leggere, regia di Franco Giraldi – miniserie TV (1984)
- Atelier, regia di Vito Molinari – miniserie TV (1986)
- Sei delitti per padre Brown, regia di Vittorio De Sisti – miniserie TV (1988)

## Riconoscimenti
- David di Donatello
  - 1971 – David speciale per Quando il sole scotta

## Doppiatrici italiane
- Vittoria Febbi in Il profumo della signora in nero, Black Cat (Gatto nero), Concorde Affaire '79, Don Camillo
- Fiorella Betti in 4 mosche di velluto grigio
- Ludovica Modugno in Il maestro e Margherita
- Maria Pia Di Meo in La ragazza di Trieste